# Goče
Goče falu Szlovéniában, a Goriška statisztikai régióban. Közigazgatásilag Vipavához tartozik. Bešenca, Na Grofovem, Na Jagni, Pod Strmcem és V Gasah településrészek tartoznak hozzá. A település Vipava és Štanjel között fekszik.

## Története
A települést először a tizennegyedik században említik. 
Goče igen tehetős település volt a régmúltban, amelyet a falu tizenhetedik és tizennyolcadik századi épületeinek ajtófélfáinak faragványai is alátámasztanak. A Szent András templom közelében, az ófaluban néhány házat annyira közel építettek egymáshoz tulajdonosaik, hogy bizonyos utcák csak mintegy egy méter szélesek. A falu feletti hegyoldalról jól látható, hogy a templom körüli két főutca keresztezi egymást, mintegy szentandráskeresztet formálva. A szájhagyomány úgy tartja, hogy a templom körüli házakat azért építették ilyen közel egymáshoz, mert a templomhoz tartozó házak lakóinak nem kellett katonai szolgálatra bevonulniuk.

## Temploma
A Szent András tiszteletére emelt templomot 1630-ban építették. a temploma Koperi Katolikus Egyházmegyéhez tartozik. A faluhoz közeli hegyen épült kápolnát Szűz Mária tiszteletére emelték. A falu harangtornyát 1706-ban építették.
A falu temetője a település déli részén helyezkedik el. A temetőkápolna 1687-ben épült, amely remek példája az úgy nevezett karszti reneszánsz stílusnak. A temető és a templom közti út mentén négy oltárszerű szentély található, melyet a tizenhetedik században emeltek. A szentélyek a keresztrefeszítés stációit ábrázolják. Faragott domborművei erősen lepusztult állapotban vannak.

## Híres személyek
A település az alábbi személyekről nevezetes:
- Franc Ferjančič (1867–1943), író[3]
- Alfonz Furlan (1856–1932), helytörténész és vallási író[3]
- Ivan Mercina (1851–1940), zeneszerző[3]

## Fordítás
- Ez a szócikk részben vagy egészben  a   Goče című angol Wikipédia-szócikk ezen változatának fordításán alapul.  Az eredeti cikk szerkesztőit annak laptörténete sorolja fel. Ez a jelzés csupán a megfogalmazás eredetét és a szerzői jogokat jelzi, nem szolgál a cikkben szereplő információk forrásmegjelöléseként.